# Alyson Stoner
Alyson Rae Stoner, född 11 augusti 1993 i Toledo, Ohio, USA, är en amerikansk skådespelare och dansare. Hon är mest känd för sina roller i TV-serien Zack & Codys ljuva hotelliv, filmen Camp Rock och i filmen Fullt hus. Hon har också engelska rösten till Isabella i Phineas och Ferb,

## Filmografi
- 2003 - Fullt hus
- 2004 - Drake & Josh
- 2005 - Fullt hus igen
- 2005 - Zack & Codys ljuva hotelliv
- 2005 - That's So Raven
- 2006 - Step Up
- 2007 - Alice Upside Down
- 2007 - Phineas och Ferb
- 2008 - Camp Rock
- 2010 - Step Up 3-D
- 2010 - Camp Rock 2: The Final Jam
- 2014 - Step Up All In
- 2015 - Summer forever movie